# 小惑星の軌道分類
小惑星の軌道分類（しょうわくせいのきどうぶんるい）では、国際天文学連合(IAU)の小惑星センター(Minor Planet Center)による太陽系小天体（小惑星）の軌道の型(orbit type)による分類について説明する。
この中には、次のような特徴による、「群」、「族」、「型」という区分がある。

## 群
小惑星の「群」(group)とは、
1. 同じ軌道を回る天体。(流星群、クロイツ群彗星、静止衛星群、隕石群など)
2. 大惑星と共鳴軌道にある天体(トロヤ群、ヒルダ群、トゥーレ群など)
3. 隕石の研究者は、天体力学の研究者とは異なり、"orbit type"をゆるい意味で「グループ」と呼んでいた。例えば、「月と小惑星」(恒星社、1979年)では、天体力学者の古在由秀は「アポロ型」と書き、隕石学者の武田弘は「アポログループ」と書いている。「アポロ群」という呼び方は、この意味での"group"という英語を専門外の訳者が誤って「群」と訳したことに発端する誤訳が広まったものなので、誤った用語である。

## 族
「族」(family)は、平山清次が最初に発見したもので、固有軌道要素の特徴から同一の天体から分裂したと考えられる天体(エオス族、フローラ族、テミス族、ベスタ族など)という意味である。

## 型
「群」と「族」以外の特定の軌道の特徴を持つ天体を総称して「型」(type)と呼ぶ。これには、次のような天体がある。
- アポロ型 : 軌道長半径が1.0au以上で、近日点距離が1.017au以下の軌道を持つ小惑星のことである。これは、地球に衝突する可能性のある天体であることを意味する。この名前は、最初に見つかったこの型の小惑星(1862)Apolloにちなんで名づけられた。
- アテン型 : 軌道長半径が1.0au以下で、遠日点距離が0.983au以上の軌道を持つ小惑星。これは、地球に衝突する可能性のある天体であることを意味する。この名前は、最初に見つかったこの型の小惑星(2062)Atenにちなんで名づけられた。
- アモール型 : 近日点距離が1.017au以上1.30au以下の軌道を持つ小惑星。

これは、地球に接近する天体であることを意味する。
この名前は、最初に見つかったこの型の小惑星(1221)Amorにちなんで名づけられた。
- アティラ型 : 遠日点距離が0.983au以下の軌道を持つ小惑星。これは、軌道が完全に地球軌道の内側にある天体であることを意味する。この名前は、最初に見つかったこの型の小惑星(163693)Atiraにちなんで名づけられた。
- 火星交差型 : マーズ・クロッサー(Mars crosser)ともよばれる。近日点距離が1.3au以上1.666au以下、遠日点距離が1.381au以上で、火星の軌道と交差する軌道をもつことを意味する。
- ケンタウルス型 : 軌道長半径が5.2au以上30au以下の天体で、木星と海王星の間の軌道を回る天体である。ケンタウルス型天体には、キロン(Chiron)やエケクルス(Echeclus)といったギリシャ神話のケンタウルス族の名前が付けられているため、「族」の意味が混同されて「ケンタウルス族天体」と誤って呼ばれるようになった。しかし、小惑星の「族」としての性質はないので、これは完全な誤用である。

## 太陽系外縁天体の分類
海王星の外側には、第2の小惑星帯とも言えるエッジワース・カイパーベルト天体 (EKBO)と、さらにその外側にある散乱円盤天体(SDO)がある。
- 海王星のトロヤ群 : 海王星と1:1の共鳴軌道にある天体。
- 冥王星群(プルーティーノ) : 海王星と3:2の共鳴軌道にある天体。(134340)冥王星が代表天体である。「プルチノ族」という呼び方は、誤った呼び方で、小惑星の「族」としての性質はない。
- トゥーティーノ群(Twotino) : 海王星と2:1の共鳴軌道にある天体。「トゥーティーノ族」という呼び方は、誤った呼び方で、小惑星の「族」としての性質はない。
- キュービーワノ型 : 最初に発見されたカイパーベルト天体である1992BQ1=(15760)アルビオン(Albion)にちなんで名づけられた。「キビワノ族」というのは、誤った呼び方で、小惑星の「族」としての性質はない。
- 散乱円盤型 : エッジワース・カイパーベルトの外側にあり、遠日点距離の大きな長楕円軌道を持つ天体である。太陽系の初期に、大惑星の摂動を受けて、重力散乱を受けた天体とみられる。